# Ottelia brachyphylla
Ottelia brachyphylla är en dybladsväxtart som först beskrevs av Robert Louis August Maximilian Gürke, och fick sitt nu gällande namn av James Edgar Dandy. Ottelia brachyphylla ingår i släktet Ottelia och familjen dybladsväxter. IUCN kategoriserar arten globalt som otillräckligt studerad.
Artens utbredningsområde är Sudan. Inga underarter finns listade.